# Terpnacaridae
Terpnacaridae zijn  een familie van mijten. Bij de familie zijn 2 geslachten met circa 11 soorten ingedeeld.